# Aranka Fodor

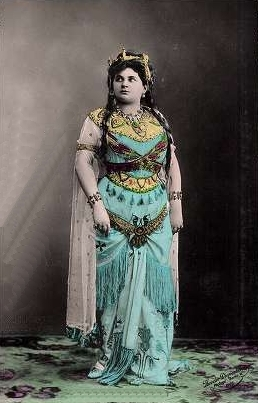
Aranka Fodor

Aranka Fodor (3. Mai 1885 in Budapest – 19. Dezember 1931 in Graz) war eine ungarische Opernsängerin (Alt/Mezzosopran).

## Leben
Fodor war von 1907 bis 1919 an der Hofoper Budapest als erste Altistin tätig. Trotz ihrer schweren, dunkel timbrierten Altstimme konnte sie mithilfe der erregenden Dramatik ihres Vortrags aber auch Mezzosopranpartien singen, wie etwa die „Carmen“, die „Azucena“ im Troubadour oder die „Amneris“ in Aida.
1910 wirkte sie an der ungarischen Erstaufführung der Strauss-Oper Elektra als „Klytämenstra“ neben Teréz Krammer mit.
Nach der Beendigung ihrer Bühnenkarriere 1919 arbeitete sie weiter als Konzertsängerin und Gesangspädagogin.